# Mausoleo di San Bernardino
Il mausoleo di San Bernardino è il monumento funebre di Bernardino da Siena, situato nell'omonima basilica all’Aquila.
È stato realizzato tra il 1489 ed il 1505 ad opera di Silvestro dall'Aquila ed è considerata la massima espressione dell'arte rinascimentale in Abruzzo.

## Storia

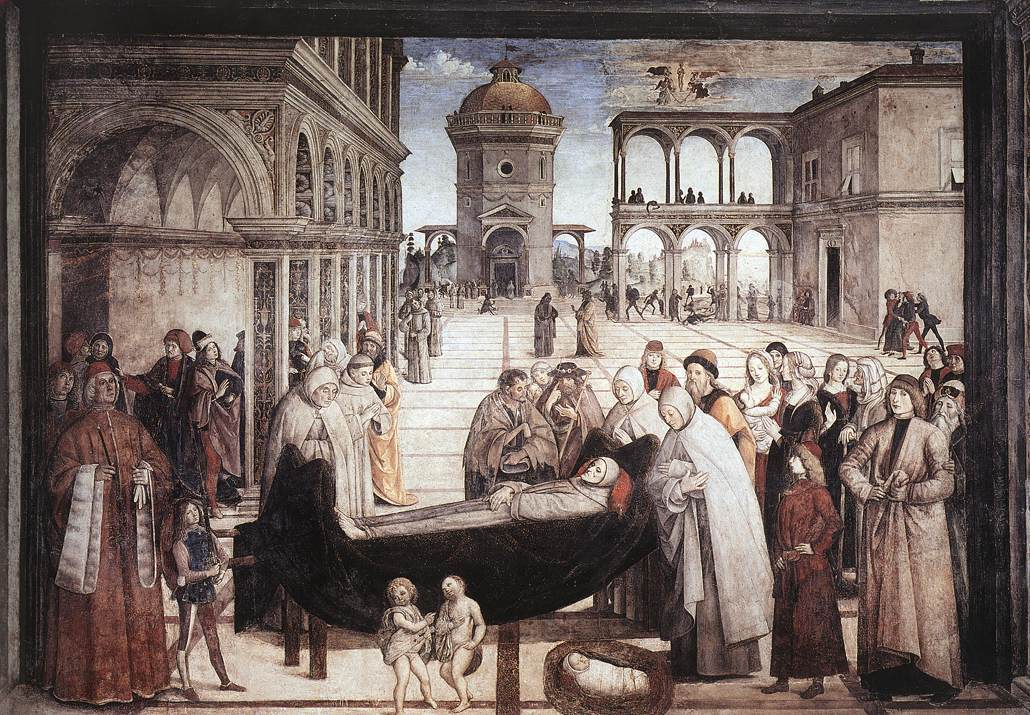
I Funerali di Bernardino da Siena, Pinturicchio (1478-1479).

Bernardino da Siena costituiva nella prima metà del XV secolo una delle personalità più influenti dell'epoca; venne invitato all'Aquila dal vescovo cittadino Amico Agnifili nel tentativo di riappacificare due fazioni cittadine in lotta fra loro ma arrivò negli Abruzzi solamente all'inizio del 1444, già in precario stato di salute. Qui, in una camera del monastero dei Conventuali,  morì pochi mesi dopo, il 20 maggio, e le sue spoglie poste nell'adiacente chiesa di San Francesco in piazza del Palazzo.
Per volere della cittadinanza e grazie alla pressione di Giovanni da Capestrano, si decise quindi di edificare una nuova basilica in onore di Bernardino, divenuto santo nel 1450. Nel 1451 papa Niccolò V ne affidò l'incarico a Giacomo della Marca che, nel 1454, diede inizio ai lavori di costruzione di una maestoso edificio all'interno del quarto di Santa Maria. Nel progetto originale, a pianta centrale, la tomba di San Bernardino era prevista al centro della basilica, in corrispondenza della cupola. mentre sulla navata destra venne decisa la realizzazione di una cappella dedicata al santo i cui lavori cominciarono nel 1458.
Dopo una sospensione del cantiere in seguito al terremoto del 1461, che provocò alcuni danni, la basilica poté dirsi completata nel 1472, anno in cui il corpo di San Bernardino venne trasportano qui dalla chiesa di San Francesco a Palazzo. Nel 1481, il re Luigi XI di Francia regalò alla città una preziosa cassa d'argento dorato in cui collocare le spoglie del santo. Secondo la ricostruzione del Libro della Fabbrica effettuata dal Faraglia (e ripresa dal Chini), la cassa con il corpo di San Bernardino venne inizialmente posta nella cripta ma ben presto fu palese l'insufficienza e l'inadeguatezza di quello spazio per la conservazione di un sepolcro così importante.
Nel 1488 cominciarono i lavori sugli apparati decorativi; in questa fase Silvestro dell'Aquila edificò dapprima il mausoleo di Maria Pereyra Camponeschi e successivamente — a spese di Jacopo di Notar Nanni che gli commissionò l'opera per un costo di 9 000 ducati — cominciò la realizzazione del mausoleo dedicato a San Bernardino da collocare nell'apposita cappella. Non è certa la data d'inizio delle lavorazioni, presumibilmente datate tra il 1489 e la metà degli anni Novanta del XV secolo; è certo invece che, insieme al celebre scultore, lavorarono Salvato di Girolamo Romano e Angelo d'Arischia che portarono a conclusione il lavoro nel 1505, un anno dopo la morte di Silvestro.

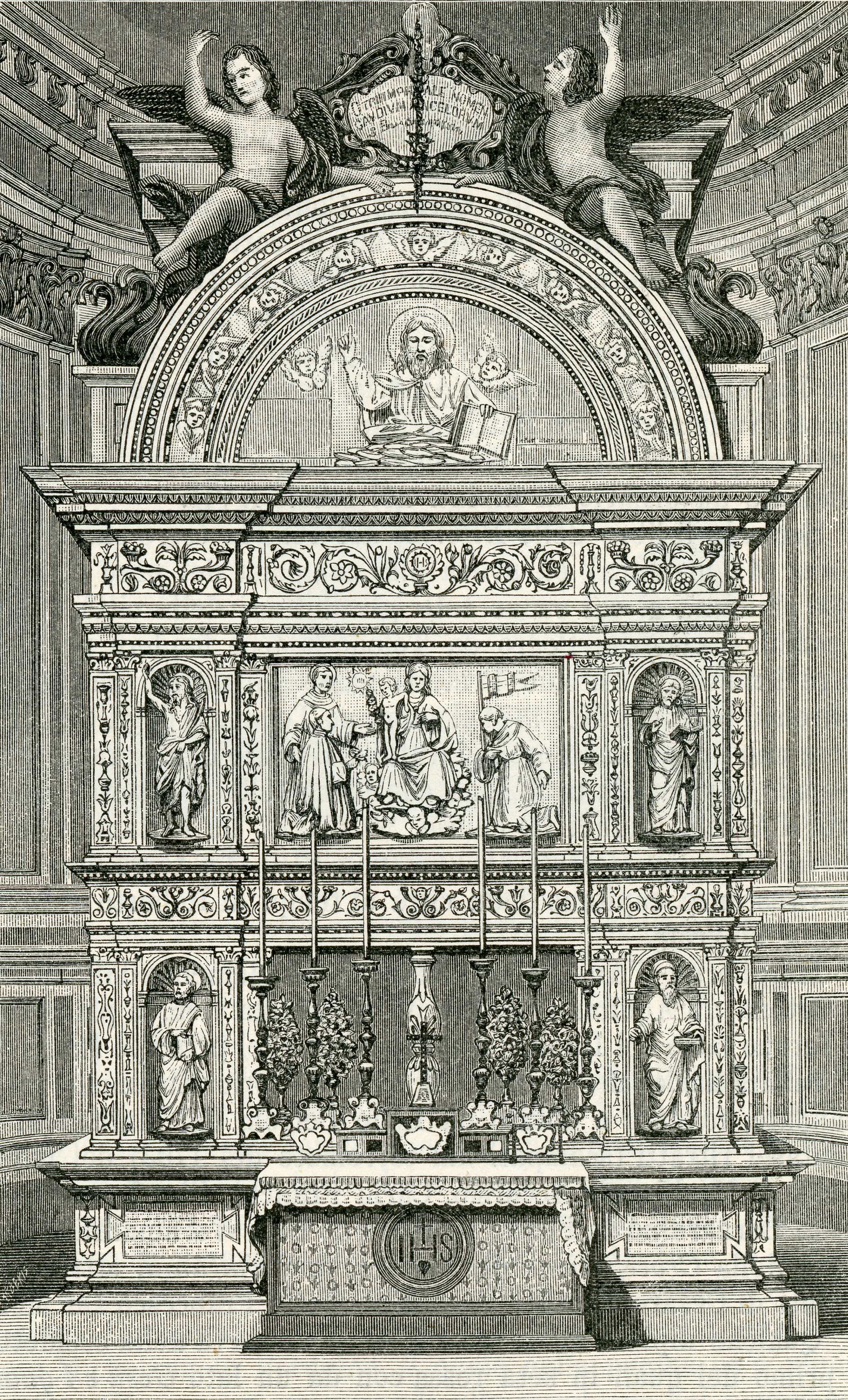
Il mausoleo in un'incisione ottocentesca.

Nel 1529 la cassa d'argento dorato di Luigi XI fu venduta per sopperire alle tasse del principe d'Orange Filiberto di Chalon; successivamente, nel 1609, la municipalità commissionò a due artigiani locali — Bartolomeo e Gaspare Romanelli — la realizzazione di una seconda urna d'argento massiccio.
Il terremoto dell'Aquila del 1703 danneggiò gravemente la basilica di San Bernardino di cui rimasero intatte solamente la facciata e le mura laterali; il mausoleo non ebbe grandi danni anche se la ricostruzione dell'edificio cambiò radicalmente volto alla chiesa, sia per la nuova concezione spaziale che per il modificato apparato decorativo in stile barocco. Nel 1709 la cappella del santo, ricostruita, venne decorata da tre affreschi del maestro napoletano Girolamo Cenatiempo.
Nel 1799, i francesi trafugarono la preziosa urna argentata dei Romanelli; venne realizzata quindi, ad opera di Giuseppe Mantini da Mantova, una terza urna lignea argentata e dorata in cui è tuttora conservato il corpo di San Bernardino.
Un nuovo disastroso sisma, nel 2009, ha provocato nuovi danni alla chiesa. I lavori di ricostruzione dell'edificio — della durata prevista di 10 anni — sono tuttora in corso nonostante la basilica sia stata parzialmente riaperta il 2 maggio 2015 ed il mausoleo, al termine di un delicato restauro, sia tornato ad accogliere il corpo di San Bernardino il 20 maggio 2017, nell'anniversario della morte del santo.

## Descrizione
Il mausoleo è situato in una cappella dedicata, posta lungo la navata destra della basilica. È considerata la più importante delle opere rinascimentali in Abruzzo.
L'edificazione di questa cappella — in corrispondenza di una vecchia chiesa dedicata a Sant'Alò e demolita per far spazio al nuovo edificio — modificò in partenza il progetto originario della basilica, dando inoltre inizio alla costruzione di una serie di cappelle gentilizie che videro la luce negli anni seguenti. Detti elementi spaziali, secondo il Del Bufalo, erano stati pianificati in forme semi-ottagonali su modello della basilica di Santa Maria del Popolo a Roma.
Seppur effettivamente realizzato da più personalità artistiche dell'epoca — tra cui, senz'altro Salvato di Girolamo Romano e Angelo di Marco di Arischia — gli storici concordano nell'attribuzione al solo Silvestro dell'Aquila dell'opera poiché è a lui che si deve l'ideazione architettonica e la realizzazione delle principali figure; Silvestro vi si dedicò nel momento più alto della sua carriera artistica, dopo aver ricevuto una discreta fama in seguito all'edificazione del mausoleo di Maria Pereyra Camponeschi, nella stessa basilica. Più in generale, l'intero complesso bernardiniano con la facciata di Cola dell'Amatrice e i sepolcri di Silvestro, collocarono l'arte aquilana di quel periodo tra le prime a livello nazionale insieme alla produzione rinascimentale fiorentina e napoletana.
Il monumento, in pietra e con rivestimento in marmo, ha la forma di una grande arca isolata su base quadrata ed è anche detto Arca di San Bernardino. È caratterizzato da pilastroni angolari con incavate nicchie; a coronamento dei pilastri è una possente trabeazione, finemente lavorata, a sua volta coronata da un arco lunettato;

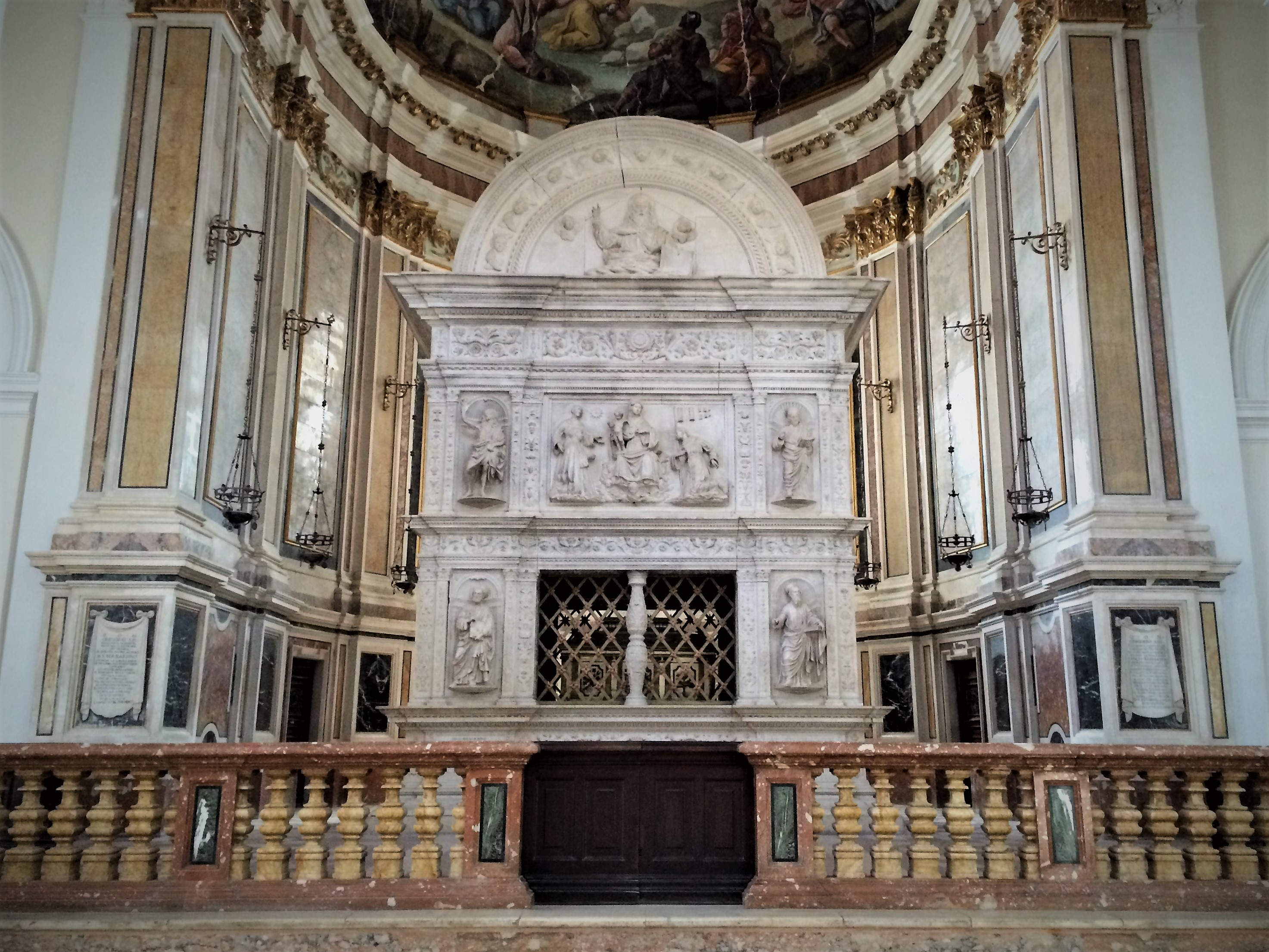
Facciata del mausoleo.

Sul fronte principale è presente, nell'ordine inferiore, un'apertura rettangolare bipartita con un'esile colonnina, caratterizzata da una grata metallica, che permette la visuale all'interno del sepolcro; il corpo di San Bernardino è collocato in un'urna lignea argentata e dorata realizzata nel 1799 da Giuseppe Mantini di Mantova, dopo che i francesi avevano trafugato la precedente urna in argento massiccio forgiata da Bartolomeo Romanelli e dal figlio Gaspare nel 1609. Nell'ordine superiore è una Madonna con bambino tra San Bernardino e Jacopo di Notar Nanni, quest'ultimo committente e donatore dell'opera. Nella lunetta di coronamento è il Padre Eterno circondato da mezzo giro di cherubini. Le quattro nicchie ospitano in basso le statue dei Santi Pietro e Paolo ed in alto quelle di San Giovanni Battista e San Giovanni Evangelista. Infine, il basamento raccoglie due epigrafi dedicate al santo oltre che un inciso sulla committenza e sulla data di ultimazione dell'opera.
Il fronte posteriore è caratterizzato da un ordine inferiore similare a quello del prospetto principale mentre nell'ordine superiore è un'iscrizione con la vita di San Bernardino e la storia della basilica. Nella lunetta è presente un Cristo uscente dal sepolcro; le nicchie ospitano in basso le statue di San Francesco e Sant'Antonio da Padova ed in alto quelle di San Sebastiano e Santa Caterina d'Alessandria. Nel basamento è un'esaltazione del sepolcro con paragoni alle opere degli scultori greci Fidia, Prassitele, Scopas, Timoteo e Briasside.
Alla raffinatezza del lavoro scultoreo — già visibile nel mausoleo Camponeschi, di fattezze proto-rinascimentali — si unì una maestosità ed una solennità, oltre che uno studio volumetrico, chiaramente d'impronta rinascimentale che fanno del sepolcro una delle prime opere caratterizzanti di questo stile dopo il tempietto di San Pietro in Montorio del Bramante a Roma del 1502.
In seguito al terremoto del 1703, la cappella del santo è stata decorata con grandi affreschi ad opera di Girolamo Cenatiempo e raffiguranti la Predica di san Bernardino con i santi Giovanni da Capestrano e Giacomo della Marca.
L'opera di Silvestro ha fortemente influenzato i monumenti aquilani successivi, tra cui si inserisce il mausoleo di Celestino V realizzato da Girolamo da Vicenza per la basilica di Santa Maria di Collemaggio; le similitudini tra i due lavori — in particolare per ciò che concerne lo schema architettonico — sono evidenziate da diversi storici.